# Time Inc.
«Тайм инкорпорейтед» (анг. Time Inc.) — самый крупный издатель журналов (более 125 наименований, включая самые популярные в мире) в США и Великобритании, и третий по величине издатель в Мексике.
10 января 1990 Time Inc. объединилась с Warner Communications и образовала Time Warner Inc.

## Торговые марки
| - All You - Coastal Living - Cottage Living - Cooking Light - CNNMoney.com - Entertainment Weekly - FanNation - Fortune - Fortune Small Business - Golf Magazine | - Grupo Editorial Expansión - Health - In Style - IPC Media - Money - My Home Ideas - My Recipes - People - People en Español - People StyleWatch | - Real Simple - Southern Accents - Southern Living - Sports Illustrated - Sports Illustrated Kids - Sunset - This Old House - TIME - Time for Kids - TIME Style & Design | - Business 2.0 - Life - NME - Wallpaper* - Essence |